# 피스톨 성운

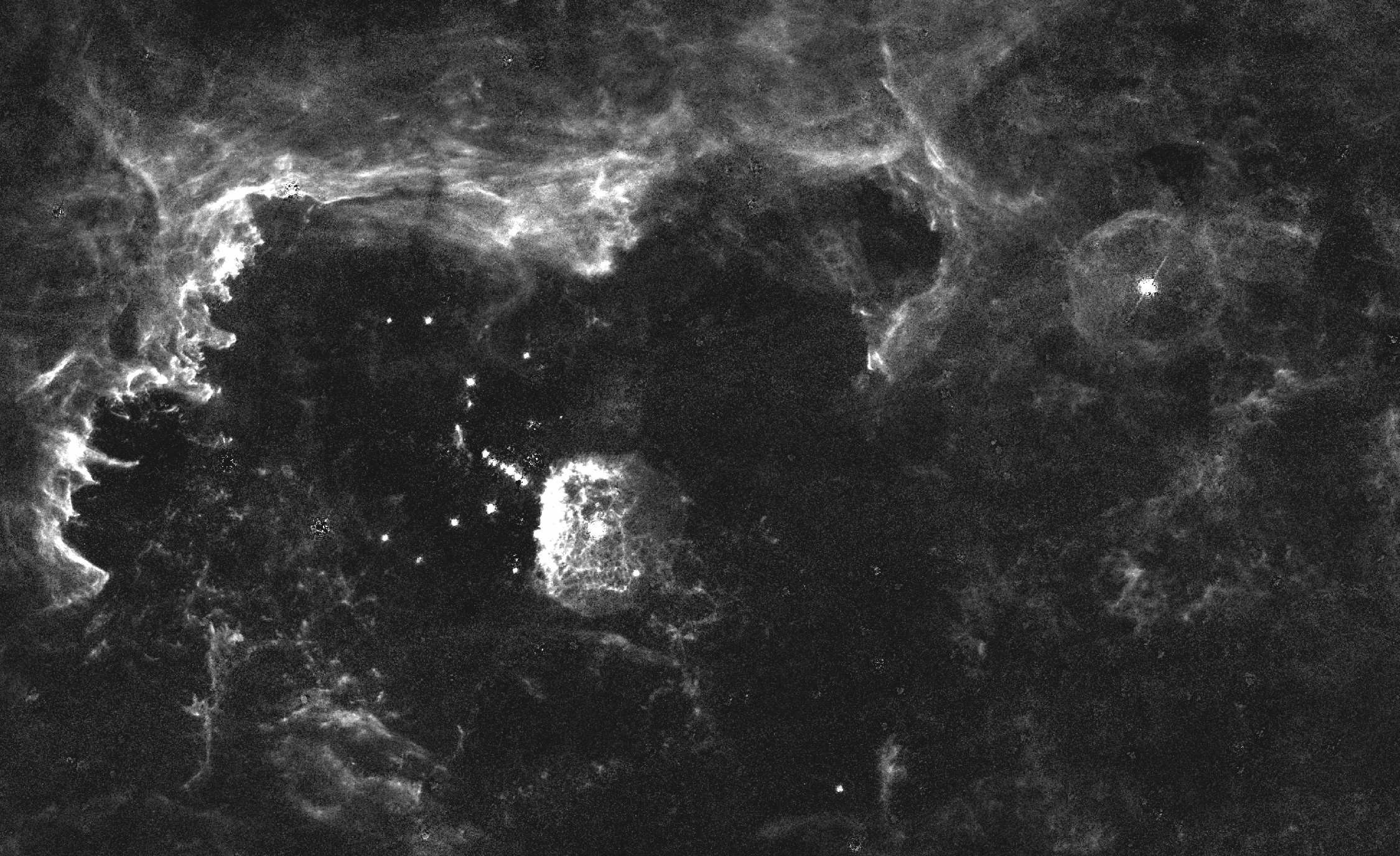
피스톨 성운을 중심으로 한 다섯 쌍둥이 성단 영역

피스톨 성운은 궁수자리에 위치하며, 알려진 가장 광도가 높은 별 중 하나인 피스톨 별을 둘러싸고 있다. 둘 다 지구에서 약 25,000 광년 떨어져 있는 우리 은하의 중심 근처의 다섯쌍둥이 성단에 위치해 있고 성운에는 수천 년 전에 별에서 방출된 약 9.3 태양질량에 해당하는 이온화된 가스가 포함되어 있다.

## 발견 및 역사

### 발견 및 역사
이 성운은 1980년대 초 장기선 간섭계에 의해 전파로 처음 관찰되었다.

### 명명
당시에 구할 수 있었던 저해상도 이미지에서 볼 수 있는 모양 때문에 피스톨 성운이라는 이름이 붙여졌다.

### 의의
피스톨 별은 태양보다 약 330만 배 밝은 밝은 청색 변광성으로 우리 은하에서 가장 광도가 높은 별 중 하나다.